# Три элемента
«Три элемента» (нем. Drei Elemente, фр. Trois éléments) — абстрактная картина русского художника Василия Кандинского, написанная в марте 1925 года и хранящаяся в Музее современного искусства в Страсбурге, Франция.

## Описание
Представляет собой композицию из красного квадрата, жёлтого треугольника и синего круга среди фоновых оттенков фиолетового цвета и форм.

## История
Картина написана в период жизни и работы в «Баухаусе» в Веймаре в год создания ключевой работы «Точка и линия на плоскости». Кандинский подарил её своему племяннику Александру Кожеву, в семье которого она осталась после смерти Александра Владимировича в 1968 году. Картина была приобретена в 2002 году у вдовы Кожева, Нины Иванофф (в традиционной русской орфографии Иванова), и сейчас находится в Музее современного искусства в Страсбурге, Франция с инвентарным номером 55.002.3.1.